# Bistum Itapetininga
Das Bistum Itapetininga (lateinisch Dioecesis Itapetiningensis, portugiesisch Diocese de Itapetininga) ist eine in Brasilien gelegene römisch-katholische Diözese mit Sitz in Itapetininga im Bundesstaat São Paulo.

## Territorium
Das Bistum umfasst die folgenden Gemeinden im brasilianischen Bundesstaat São Paulo: Itapetininga, Alambari, Campina do Monte Alegre, Capela do Alto, Cesário Lange, Guareí, Paranapanema, Pilar do Sul, Porangaba, Quadra, São Miguel Arcanjo, Tatuí und Torre de Pedra.

## Geschichte
Das Bistum Itapetininga wurde am 15. April 1998 durch Papst Johannes Paul II. mit der Apostolischen Konstitution Apostolicum munus aus Gebietsabtretungen des Erzbistums Sorocaba und des Bistums Itapeva errichtet. Es wurde dem Erzbistum Sorocaba als Suffraganbistum unterstellt. Erster Bischof war bis zum Februar 2025 Gorgônio Alves da Encarnação Neto OTheat.

## Statistik
| Jahr | Bevölkerung | Bevölkerung | Bevölkerung | Priester     | Priester         | Priester       | Priester               | Ständige Diakone | Ordensleute  | Ordensleute      | Pfarreien |
| Jahr | Katholiken  | Einwohner   | %           | Gesamtanzahl | Diözesanpriester | Ordenspriester | Katholiken je Priester | Ständige Diakone | Ordensbrüder | Ordensschwestern | Pfarreien |
| ---- | ----------- | ----------- | ----------- | ------------ | ---------------- | -------------- | ---------------------- | ---------------- | ------------ | ---------------- | --------- |
| 1999 | 300.000     | 380.000     | 78,9        | 29           | 27               | 2              | 10.344                 | 18               | 4            | 36               | 19        |
| 2000 | 350.000     | 430.000     | 81,4        | 29           | 27               | 2              | 12.068                 | 18               | 4            | 36               | 19        |
| 2001 | 305.000     | 310.000     | 98,4        | 29           | 27               | 2              | 10.517                 | 18               | 2            | 51               | 20        |
| 2002 | 330.000     | 379.000     | 87,1        | 28           | 25               | 3              | 11.785                 | 33               | 6            | 36               | 25        |
| 2003 | 350.000     | 380.000     | 92,1        | 30           | 27               | 3              | 11.666                 | 34               | 6            | 36               | 26        |
| 2004 | 546.000     | 635.000     | 86,0        | 33           | 30               | 3              | 16.545                 | 32               | 6            | 36               | 33        |
| 2006 | 375.000     | 388.000     | 96,6        | 32           | 29               | 3              | 11.718                 | 33               | 6            | 36               | 26        |
| 2013 | 389.000     | 424.000     | 91,7        | 51           | 49               | 2              | 7.627                  | 30               | 2            | 25               | 36        |